# Diastata costaricensis
Diastata costaricensis är en tvåvingeart som beskrevs av Henning 1956. Diastata costaricensis ingår i släktet Diastata och familjen sumpskogsflugor.
Artens utbredningsområde är Costa Rica. Inga underarter finns listade i Catalogue of Life.